# Thủy điện Đăk R’Tih
Thủy điện Đăk R’Tih là công trình thủy điện xây dựng trên dòng Đăk R’tih tại vùng đất giáp ranh thành phố Gia Nghĩa và xã Nhân Cơ huyện Đăk R’lấp tỉnh Đắk Nông, Việt Nam .
Thủy điện Đăk R’Tih có tổng công suất 144 MW với hai bậc cách nhau cỡ hơn 3 km theo dòng sông:
- Bậc trên là Đăk R’Tih 1 có công suất 82 MW với 2 tổ máy, diện tích hồ chứa là 11,08 km²;
- Bậc dưới là Đăk R’Tih 2 có công suất 62 MW với 2 tổ máy, diện tích hồ chứa là 0,166 km² 11°55′45″B 107°39′25″Đ / 11,92917°B 107,65694°Đ.

Công trình khởi công tháng 2/2007 hoàn thành tháng 8/2011.
Quốc lộ 14 đi qua vùng đất giữa các hồ của Đăk R’Tih 1 với hai cầu là cầu Đăk R’Tih 1 và cầu Đăk R’Tih 2. Khi làm thủy điện thì dòng chảy ở chân các cầu này bị chặn, chuyển sang kênh dẫn cách dòng cũ 3 km về phía thị xã Gia Nghĩa, dẫn tới hồ nhỏ trước nhà máy điện.

## Đăk R’tih
Đăk R’tih là phụ lưu cấp 2 của sông Đồng Nai, bắt nguồn từ các suối ở vùng núi xã Đăk Buk So và Đăk R'Tih huyện Tuy Đức tỉnh Đắk Nông.
Đăk R’tih chảy uốn lượn về hướng nam đến thị trấn Kiến Đức huyện Đăk R’lấp thì đổi hướng đông nam rồi hướng đông.
Khi đến gần thị xã Gia Nghĩa và quốc lộ 14 thì nó tiếp nhận nước từ dòng Đăk N'Drung, chuyển hướng nam và đổ vào dòng sông Đắk Nông, từ đó đổ vào sông Đồng Nai .

## Tác động môi trường
Các hồ thủy điện Đăk R’Tih tạo cảnh quan vùng nước cho vùng, đạc biệt là thị xã Gia Nghĩa phát triển du lịch, nuôi trồng thủy sản và tưới tiêu. Tuy nhiên lượng nước của hồ thường thiếu để phát điện. Nghiên cứu xác định được thấm không phải là nguyên nhân gây thiếu nước của hồ Đăk R’tih, mà nguyên nhân là do lượng mưa hàng năm giảm, đặc biệt là lượng mưa trong mùa khô giảm mạnh, diện tích rừng trong khu vực giảm hơn 80% từ 2005 – 2010, từ đó làm giảm lượng nước về hồ cũng như làm giảm lượng nước bổ sung cho tầng đất chứa nước .

## Chỉ dẫn
1. ↑  Trong tiếng các dân tộc thuộc nhóm ngôn ngữ Môn-Khmer ở Tây Nguyên và trong tiếng Việt cổ (trước thế kỷ 16, xem Chữ Nôm) thì đăk đã có nghĩa là nước, sông, suối, còn krông nghĩa là sông.